# Ист Файф
«Ист Файф» (англ. East Fife F. C.) — шотландский футбольный клуб из города Метил, графство Файф.

## История
Давний член шотландской Футбольной лиги, это был первый клуб, выигравший Кубок шотландской лиги три раза. «Ист Файф» — один из четырёх клубов-членов лиги, базирующийся в графстве Файф, но только один из них носит его имя. Три других — «Данфермлин Атлетик», «Кауденбит» и «Рэйт Роверс» являются историческими соперниками «Ист Файфа».

## Достижения
- Кубок Шотландии
  - Победитель: 1938
  - Финалист (2): 1927, 1950
- Кубок шотландской лиги
  - Победитель (3): 1948, 1950, 1954
- Второй дивизион шотландской футбольной лиги
  - Победитель: 1948
- Третий дивизион шотландской Футбольной лиги
  - Победитель: 2008